# فرناندو سالیناس (تگزاس)
فرناندو سالیناس (به انگلیسی: Fernando Salinas) یک منطقهٔ مسکونی در ایالات متحده آمریکا است که در تگزاس واقع شده‌است. فرناندو سالیناس ۱۵ نفر جمعیت دارد.